# Jiří Fiala (1958)
Jiří Fiala (* 10. října 1958, Prostějov) je bývalý český fotbalista, který hrál na pozici útočníka.

## Fotbalová kariéra
V mládežnických kategoriích hrál za Slatinice a Uničov. V lize hrál za Baník Ostrava a SK Sigma Olomouc. V lize nastoupil za Olomouc k 86 utkáním a dal 5 gólů. Jeho bratři Jan Fiala a Jaromír Fiala byli také ligoví fotbalisté.